# 2654 Ristenpart
2654 Ristenpart este un asteroid din centura principală, descoperit pe 18 iulie 1968 de Carlos Torres.